# NCBP2
NCBP2 (англ. Nuclear cap binding protein subunit 2) – білок, який кодується однойменним геном, розташованим у людей на 3-й хромосомі. Довжина поліпептидного ланцюга білка становить 156 амінокислот, а молекулярна маса — 18 001.
| 10         |  | 20         |  | 30         |  | 40         |  | 50         |
| ---------- |  | ---------- |  | ---------- |  | ---------- |  | ---------- |
| MSGGLLKALR |  | SDSYVELSQY |  | RDQHFRGDNE |  | EQEKLLKKSC |  | TLYVGNLSFY |
| TTEEQIYELF |  | SKSGDIKKII |  | MGLDKMKKTA |  | CGFCFVEYYS |  | RADAENAMRY |
| INGTRLDDRI |  | IRTDWDAGFK |  | EGRQYGRGRS |  | GGQVRDEYRQ |  | DYDAGRGGYG |
| KLAQNQ     |  |            |  |            |  |            |  |            |

A: Аланін

C: Цистеїн

D: Аспарагінова кислота

E: Глутамінова кислота

F: Фенілаланін

G: Гліцин

H: Гістидин

I: Ізолейцин

K: Лізин

L: Лейцин

M: Метіонін

N: Аспарагін

Q: Глутамін

R: Аргінін

S: Серин

T: Треонін

V: Валін

W: Триптофан

Кодований геном білок за функцією належить до фосфопротеїнів. 
Задіяний у таких біологічних процесах, як регуляція трансляції, процесинг мРНК, сплайсинг мРНК, транспорт, транспорт мРНК, РНК-залежне заглушення генів, ацетилювання, альтернативний сплайсинг, метилювання. 
Білок має сайт для зв'язування з РНК. 
Локалізований у цитоплазмі, ядрі.